# Kilimli, Erzincan
Kilimli là một xã thuộc thành phố Erzincan, tỉnh Erzincan, Thổ Nhĩ Kỳ. Dân số thời điểm năm 2010 là 252 người.